# L'Assassinat du duc de Guise (Delaroche)
Pour les articles homonymes, voir L'Assassinat du duc de Guise.
L’Assassinat du duc de Guise est un tableau réalisé par Paul Delaroche en 1834. Le tableau représente l'assassinat du duc Henri Ier de Guise, par la garde du roi de France Henri III (appelée les Quarante-Cinq), dans la chambre de ce dernier au château de Blois, le 23 décembre 1588, lors des États généraux.

## Histoire
Commandé par Ferdinand-Philippe, duc d'Orléans, en 1833, le tableau est livré en mai 1834. Le tableau lui plait à tel point qu'il décide de doubler le prix et le paye 12 000 francs. Delaroche a alors déjà réalisé auparavant deux aquarelles sur ce sujet, aujourd'hui au musée Fabre et à la Wallace Collection. Le peintre a également réalisé les costumes d'une pièce d'Alexandre Dumas appelée Henri III et sa cour, jouée en 1829 et que connaissait la famille de Louis-Philippe. Ludovic Vitet, ami de Delaroche, a également écrit une pièce (jamais jouée) qui consacre une scène au sujet du tableau. En 1834, le duc d'Orléans commande à Jean-Auguste-Dominique Ingres une peinture représentant La Maladie d'Antiochus qui doit servir de pendant au tableau de Delaroche. 
À la mort du duc en 1842, le tableau reste dans les collections de la duchesse, Hélène de Mecklembourg-Schwerin, jusqu'à la vente de la Galerie d'Orléans en 1853. Il est alors acquis par Henri d'Orléans, duc d'Aumale, frère cadet de Ferdinand-Philippe, pour la somme de 52 500 francs. Il le conserve alors dans sa résidence de Twickenham, Orleans House, puis dans son château de Chantilly, après la reconstruction de ce dernier, à son retour en France. Le duc de Guise fauché par la mort lui rappelle son dernier fils, François, duc de Guise également, disparu brusquement en 1872. Il fait accrocher ce tableau au centre de la salle de la Tribune.

## Description
La scène représente le moment où Henri III, alors caché derrière un rideau, apparait pour constater la mort du duc de Guise, accueilli par les huit membres de sa garde personnelle, appelée les Quarante-Cinq, qui ont commis le crime. Toute la partie droite du tableau est occupée par le corps du duc assassiné, maculé de sang. Le décor et le mobilier se veulent  fidèles au style alors en cours au XVIe siècle et la lumière est sombre. 

## Œuvres en rapport
Une gravure contemporaine est exécutée par Théophile Victor Desclaux ; éditée par Goupil & Cie, elle connait un certain succès.
Une réplique est conservée au château de Blois ; elle a été acquise en 1895 à la vente de Robert de Saint-Amand, élève de Delaroche. En 2014, une réplique est prêtée au musée des Beaux-Arts de Lyon dans le cadre de l'exposition L'invention du passé. Histoires de cœur et d'épée en Europe, 1802-1850.
Un dessin préparatoire est conservé au Musée des beaux-arts d'Orléans (inv. 598b), deux études de détail au Fitzwilliam Museum (inv. 1667) et au Musée Boijmans Van Beuningen et quatre autres au musée Condé.

## Influence
On considère généralement que le film L'Assassinat du duc de Guise réalisé en 1897 est une version animée de ce tableau,,, bien que ce rapprochement soit parfois remis en doute. 